# Golfe de Peru
Le golfe de Peru est un golfe de la mer Méditerranée qui se situe en Corse, France.

## Géographie
Le golfe de Peru est localisé sur la façade maritime occidentale de l'île, entre la Punta d'Omigna au nord et la Punta di Cargèse au sud, toutes deux sur la commune de Cargèse et distantes de 2,73 km. Il se situe entre le golfe de Chiuni et le golfe de Sagone.
Au fond du golfe de Peru, se trouve l'embouchure du ruisseau d'Esigna, petit fleuve côtier qui se jette dans la mer Méditerranée au nord de la plage de Peru.
Le golfe, exposé aux vents dominants d'ouest et du sud-ouest, n'offre aucun abri portuaire.

## Histoire
Le golfe de Peru fait partie du littoral du Vicolais, une côte qui était très fréquentée entre les XVIe et XVIIIe siècles par les pirates barbaresques. En raison de la menace turque, les Génois y avaient fait construire au XVIe siècle des tours littorales au frais des communautés et pievi de Paomia, Revinda et Salogna.

## Lieux et monuments

### Tours génoises

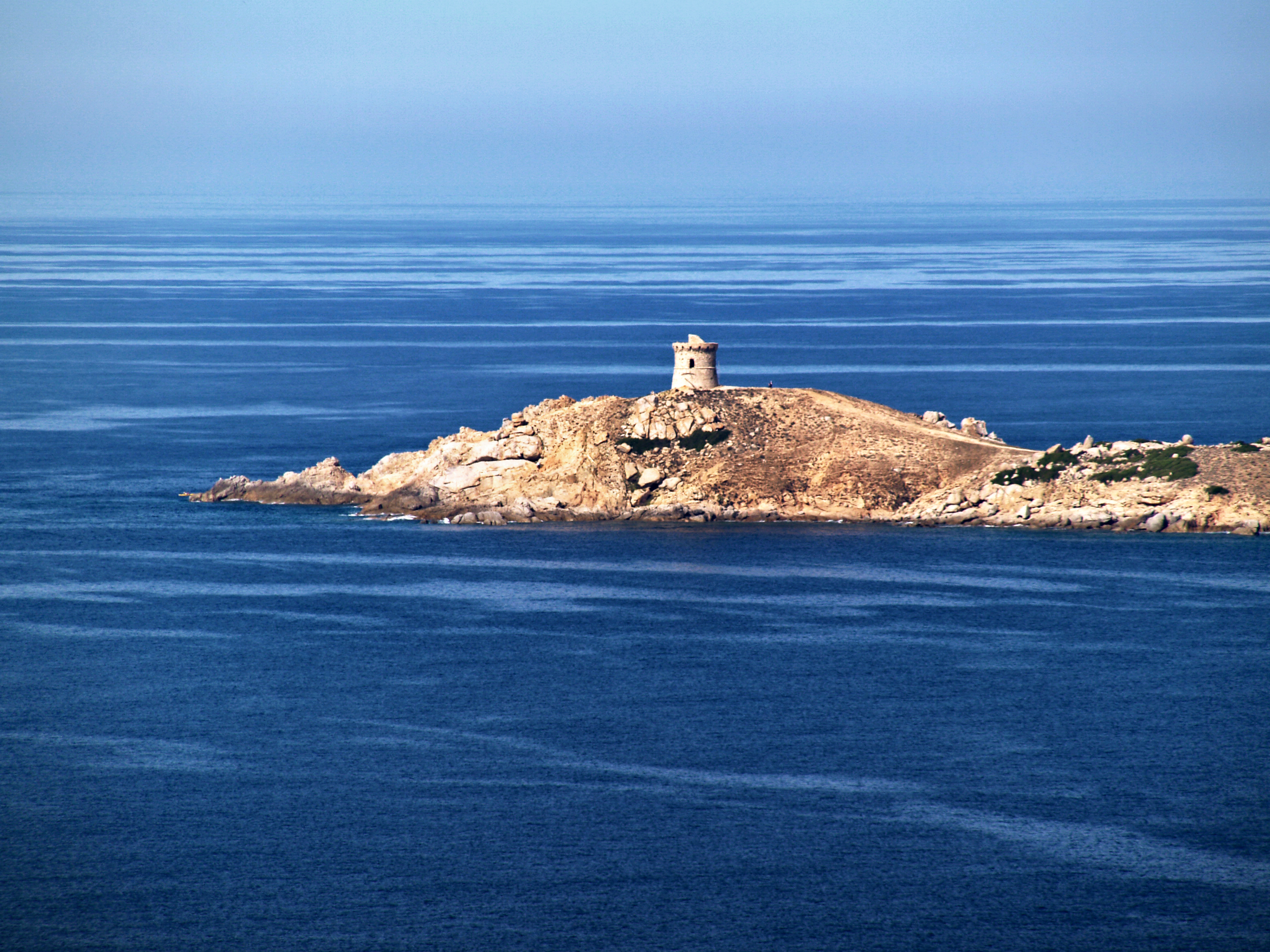
Tour d'Omigna

Le golfe de Peru était censé être protégé par deux tours génoises :
- au nord, la tour d'Omigna, autrefois appelée tour de Paomia, construite sur la Punta d'Omigna. Cette tour qui a été le 27 avril 1731, le dernier retranchement pour 127 Grecs attaqués par 2 500 Corses révoltés, est classée monument historique[2],
- au sud, la Tour de Cargèse dont il ne reste que la base, construite sur la Punta di Cargèse.

### Plage de Peru

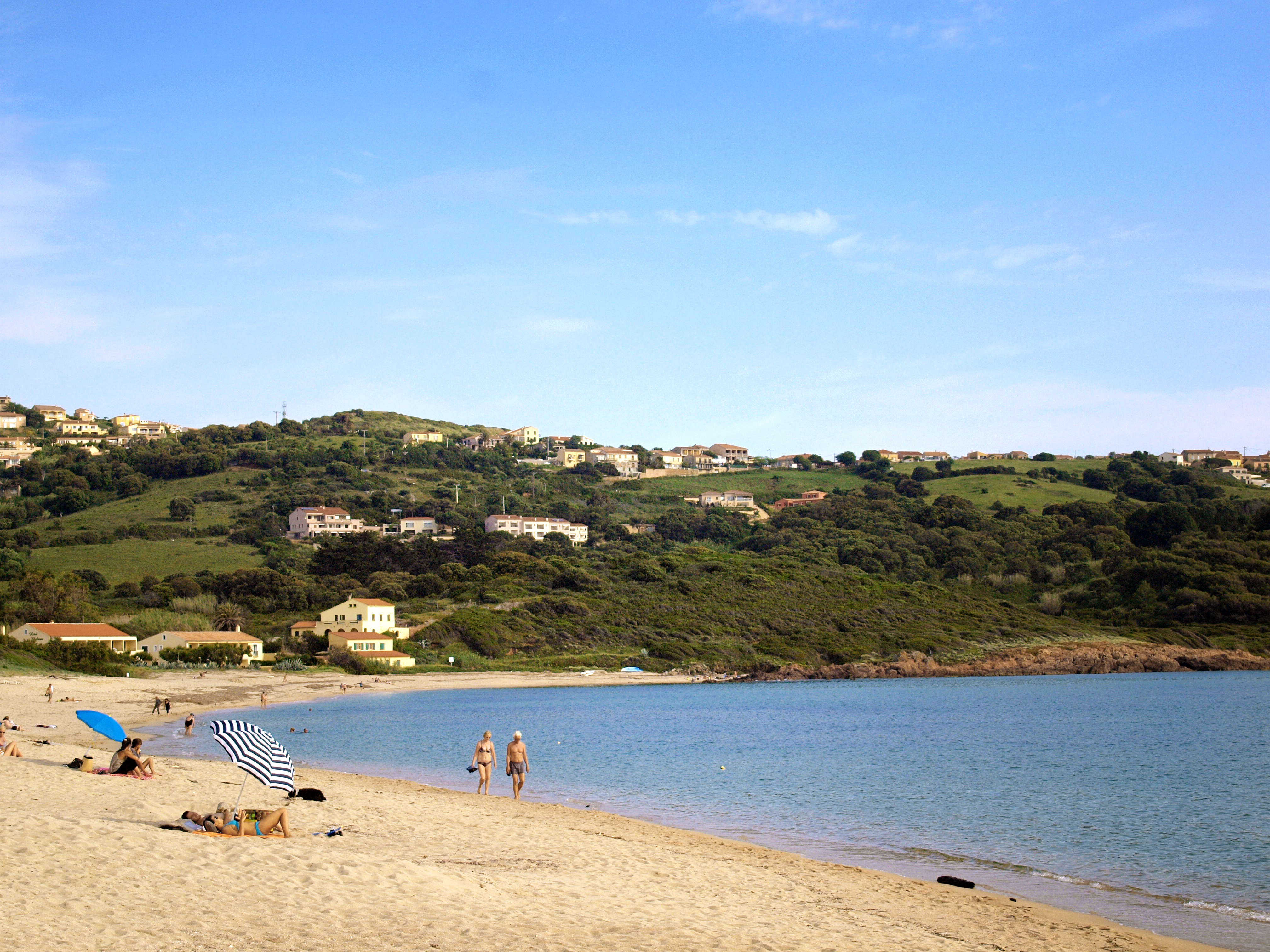
Plage de Peru

Située à moins d'un kilomètre (distance orthodromique) au nord de Cargèse, la plage de Peru est la plus fréquentée de la commune. En arrière de la plage, se trouvent les hameaux de Marchese, au nord de la plage, Frimicaghiola au sud, et entre les deux, le hameau de U Cabanicciu.
La principale route desservant ces hameaux et la plage, est une bretelle partant du village et rejoignant à Bocca di Torraccia, la route D81 ou « Route du bord de mer corse ».

## Conservatoire du Littoral
Hormis la bande littorale représentée par la plade de Peru et ses abords immédiats, toute la zone côtière se trouve dans le périmètre d'intervention du Conservatoire du littoral qui y a acquis les terrains des deux sites naturels nommés :
- Omigna, d'une superficie de 170 ha, objet de la fiche Omigna (FR1100063)[3],
- Puntiglione, d'une superficie de 49 ha, objet de la fiche Puntiglione (FR1100064)[4].

## Pour approfondir
- Cargèse
- Vicolais
- Tour génoise
- Paomia
- Liste des sites du Conservatoire du Littoral en Corse